# Gare de Thompson
La  gare de Thompson à Thompson est desservie par Via Rail Canada. C'est une gare avec personnel.

## Service des voyageurs

### Desserte

Installations
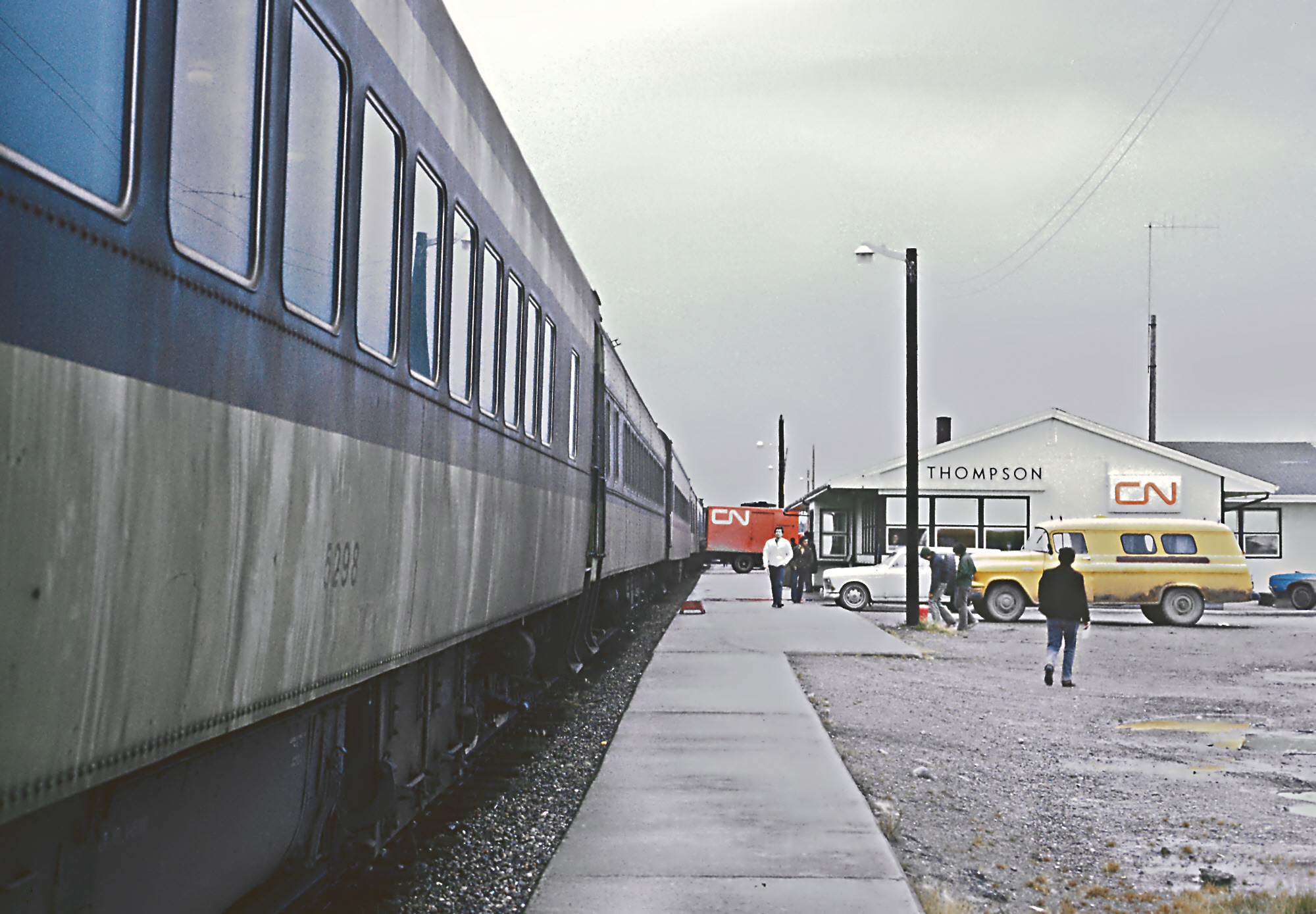
1971.
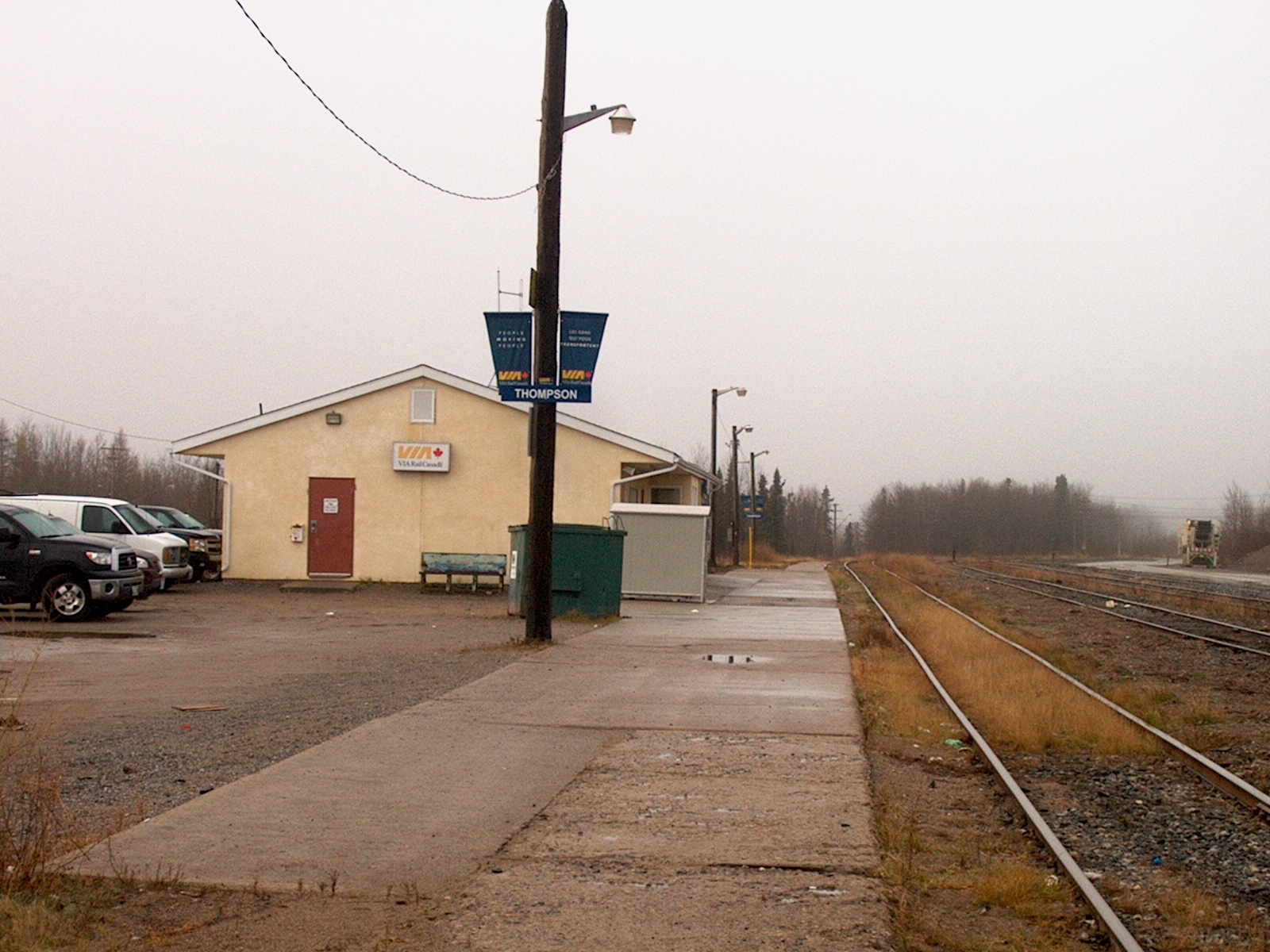
2012.
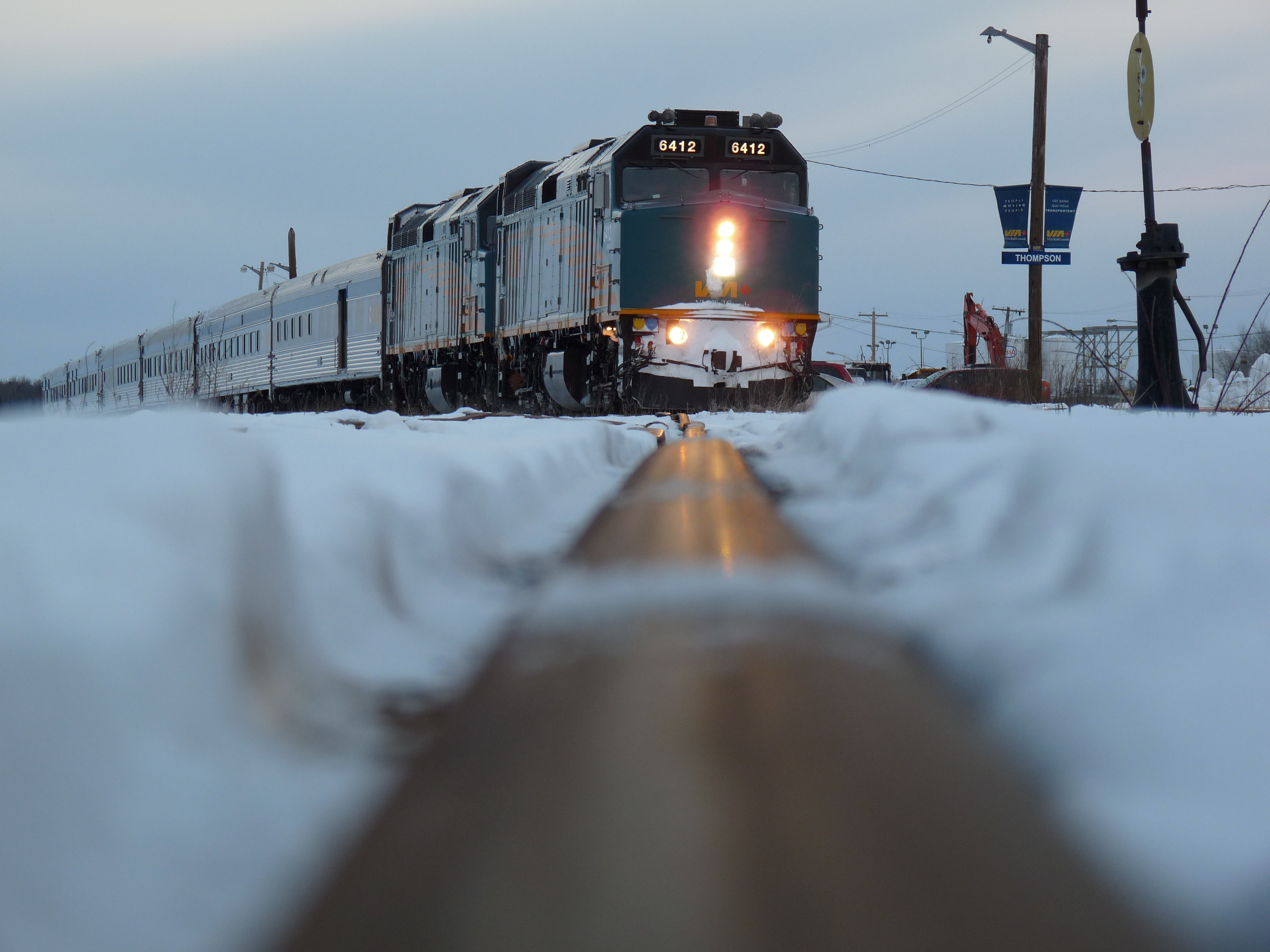
2012